# 吴梅生
吴梅生（1894年—1984年），江苏苏州人，中华人民共和国政治人物。
担任高级工程师。上海柴油机厂高级工程师、副厂长。1954年，当选第一届全国人民代表大会代表。